# Монархи Франції

Генеалогічні дерева монархів Франції та їхні родинні зв'язки від Хільдерика I до сучасності, включаючи претендентів

## ДинастіяМеровінгів
- Маркомир (міфічний персонаж)
- Фарамонд (близько 420–426)
- Хлодіон (близько 426–448)
- Меровей (448–457)
- Хільдерік I (457–481)

| Королі Нейстрії і Бургундії                  | Королі Аквітанії                                                                       | Королі Австразії                                |
| - Хлотар II (584–629) - Дагоберт I (629–639) | - Хлотар II (584–629) - Харіберт II (629–632) - Хільперик (632) - Дагоберт I (632–639) | - Дагоберт I (623–634) - Сігіберт III (634–656) |

| Королі Нейстрії і Бургундії                                                                           | Королі Австразії |
| - Хлодвіг II (639–658) - Хлотар III (658–673) - Теодоріх III (673 і 675–691) - Хільдерік II (673–675) | - Сігіберт III (634–656) - Хільдеберт Усиновлений (656–661) - Хлотар III (661–662) - Хильдерік II (662–675) - Хлодвіг III (675–676) - Дагоберт II (676–679) |

| Король Нейстрії і Бургундії | Королі Австразії                                         |
| - Хільперік II (715–721)    | - Хільперік II (715–717 и 720–721) - Хлотар IV (717–720) |

| Королі Західно-Франкського королівства | Королі Лотарингії | Королі Східно-Франкського королівства |
| - Карл II Лисий (843–877), імператор з 875 - Людовик II Заїка (877–879) - Людовик III (879–882) - Карломан II (879–884), співправитель Людовика III - Карл III Товстий (884–888), король Східно-Франкського королівства (876–887), імператор з 881 - Одо I Паризький (888–898), не з роду Каролінгів - Карл III Простуватий (898–922) - Роберт I (922–923), з роду Робертинів - Рауль I (923–936), з роду Бозонідів - Людовик IV Заморський (936–954) - Лотар I (954–986) - Людовик V Лінивий (986–987) Після смерті Людовика V престол перейшов до нової династії — Капетингів. | - Лотар I (817–855), імператор з 840 - Лотар II (855–869) - Карл II Лисий (869–877) - Людовик III Молодий (880–882) - Карл III Товстий (882–887) - Арнульф (887–895) - Свентибольд (895–900) - Людовик IV Дитя (900–911) - Карл III Простуватий (911–922) Після смерті Лотара I королівство було поділене між його синами. - Людовик II отримав імператорський титул і землі батька в Італії. Див. далі Королі Італії - Карл отримав землі в Бургундії. Див. далі Королі Бургундії - Лотар II отримав франкські землі королівства, що називалися Лотарингією. Після смерті Лотара II його землі хотів захопити Карл Лисий і навіть коронувався в Меці, але його брат Людовик Німецький не погодився з цим. 870 року була укладена Мерзенська угода, за якою Лотарингія була розділена між братами. Згідно з Рібемонтською угодою від 880 року Лотарингія повністю відійшла до Людовика Молодого, сина Людовика Німецького. | - Людовик II Німецький (843–876) - Людовик III Молодий (876–882), король Тюрингії, Саксонії та Баварії (з 880) - Карломан (876–880), король Баварії - Карл III Товстий (876–887), король Аллеманії та Реції, король Західно-Франкського королівства з 884, імператор з 881 - Арнульф (887–899), імператор з 896 - Людовик IV Дитя (899–911) Далі корона відійшла до Конрада I, родича Каролінгів по матері. Його наступником став Генріх I Птахолов, засновник Саксонської династії. Див. далі Монархи Німеччини |

| Правитель                                                | Титул                                                                      | Герб | Роки життя                            | Роки правління                        | Характеристика правління |
| -------------------------------------------------------- | -------------------------------------------------------------------------- | ---- | ------------------------------------- | ------------------------------------- | --- |
| Гуго I Капет (фр. Hugues Capet)                          | Король франків                                                             |      | 938 — 24 жовтня 996                   | 3 липня 987 — 24 жовтня 996           | Завдяки Адальберону, реймському архієпископу, був оголошений найкращим кандидатом на трон короля. Реально володів землями Шартра, Анже, Парижа та Орлеана. Франція за його часів була поділена на окремі землі, в яких був свій правитель, і який або присягав, або ні, новому королю. Підтримував добрі стосунки з Священною Римською імперією. |
| Роберт II Побожний (фр. Robert II, Robert le Pieux)      | Король франків                                                             |      | 27 березня 972 — 20 липня 1031        | 24 жовтня 996 — 20 липня 1031         | Коронований на правління ще в 987 році разом з батьком. Був вихованцем Герберта д'Орільяка. За його правління Франція далі була поділена між окремими правителями. З найбільшими з них (Річардом II Нормандським та Гільйомом V Аквітанським) у Роберта були добрі відносини. 1002 року намагався підкорити собі Бургундію, але йому це не вдалося. Під кінець свого правління воював зі своїми синами, які мітили на трон короля. Його син Гуго помер молодим, а з сином Генріхом I він помирився і той став його наступником. |
| Генріх І (фр. Henri I)                                   | Король франків                                                             |      | 4 травня 1008 — 4 серпня 1060         | 20 липня 1031 — 4 серпня 1060         | Протягом усього свого правління воював проти сюзеренів та свого брата, Роберта. Помирився з ним тільки після того, як віддав йому на правління Бургундію. Також воював проти Вільгельма Нормандського; двічі терпів поразку у 1054 та 1058 роках. Був одружений з донькою Ярослава Мудрого — Анною Ярославною. |
| Філіп І (фр. Philippe I)                                 | Король франків                                                             |      | 23 травня 1052 — 29 липня 1108        | 4 серпня 1060 — 29 липня 1108         | Розширив королівські володіння у Франції, завоювавши Вексен та Бурже. Провів похід на Бретань, після якого був підписаний мир з Вільгельмом Завойовником. Конфліктував з папою Урбаном VII (через те, що король вдруге одружився), був відлучений від церкви і через це не брав участь в Першому хрестовому поході. |
| Людовик VI Товстий (фр. Louis VI, Louis le Gros)         | Король франків                                                             |      | 1 грудня 1081— 1 серпня 1137          | 29 липня 1108— 1 серпня 1137          | Людовик VI під час свого правління всіляко закріплював владу короля. Так, він оголосив, що король не може бути нічиїм васалом. Протягом 1104—1113 та 116—1120 років проводив війну проти англійського короля Генріха I, однак в кінці змушений був визнати його владу над Бретанню. Побудував ряд фортець, покликаних захистити його землі від вторгнення імператора Священної римської імперії — Генріха V. |
| Людовик VII Молодий (фр. Louis VI, Louis le Jeune)       | Король франків                                                             |      | 1120 — 18 вересня 1180                | 1 серпня 1137 — 18 вересня 1180       | В 1147 році взяв участь в Другому хрестовому поході. 1148 року спробував, однак невдало, штурмувати Дамаск. 1152 року розвівся з дружиною Алієонор і втратив її придане — Аквітанію. Алієнор одружилася з королем Англії Генріхом II, який вже володів Бретанню, Анжу та Нормандією. Разом ці землі перевершували за величиною землі короля і у 1160 році між Англією та Францією сплахнула війна, яка тривала і після смерті Людовика. |
| Філіп II Август (фр. Philippe II Auguste)                | Згадується, як король франків до 1204 Згадується, як король Франції з 1190 |      | 21 серпня 1165 — 14 липня 1223        | 18 вересня 1180 — 14 липня 1223       | Продовжував війну з Англією; повернув під контроль прихильні до Англії Фландрію, Намюр, Ено, Блуа, Шампань. 1190 року уклав перемир'я з Англією і взяв участь у Третьому хрестовому поході, під час якого завоював Акру. 1194 року відновив війну проти Англії. В 1203—1206 роках захопив Бретань, Нормандію, Анжу, Турень. 1214 року розбив війська Оттона IV та декількох нідерландських баронів, які були спільниками англійського короля Іоанна. За правління Філіп II значно розширилася зона впливу короля, а Франція стала відігравати важливу роль в Європі. |
| Людовик VIII Лев (фр. Louis VIII, Louis le Lion)         | Король Франції                                                             |      | 5 вересня 1187 — 8 листопада 1226     | 14 липня 1223 — 8 листопада 1226      | Ступивши на трон відновив війну з Англією. Він відтіснив англійців з Ла-Рошель, Сен-Жан-д'Анжелі, Ніору, і, таким чином, заволодів всім Пуату. В той же час на півдні Франції тривала війна проти альбігойців і Людовик долучився до хрестового походу проти єретиків. 1226 року війн осадив та завоював Авіньйон, але того ж року помер від дизентерії. |
| Людовик IX Святий (фр. Louis IX, Saint Louis)            | Король Франції                                                             |      | 25 квітня 1215 — 25 серпня 1270       | 8 листопада 1226 — 25 серпня 1270     | На початку сового правління мав невеликий конфлікт з Англією. Так, у Пуату в 1241 році виник бунт, який чекав підмоги Генріха III, але Людовик швидко його погасив. Він був основним ініціатором Сьомого хрестового походу, який завершився провалом: в 1249 році король і його родичі були захоплені в полон, багато лицарів загинули. Тільки наступного року короля звільнили і тільки в 1254 році він добрався до Франції. Він відмовився від претензій на Барселону і таким чином кордон між Іспанією та Францією ліг по Піренеях. 1259 року був підписаний остаточний мир з Англією. 1270 року організував Восьмий хрестовий похід, який теж завершився невдачею: король помер. |
| Філіп III Сміливий (фр. Philippe III, Phillipe le Hardi) | Король Франції                                                             |      | 3 квітня 1245 — 5 жовтня 1285         | 25 серпня 1270 — 5 жовтня 1285        | Розширив володіння Франції, коли одружив свого сина Філіпа на Хуанні, дочці графа Шампані та короля Наварри. Під час правління Філіпа відбулися події Сицилійської вечірні, які покінчили з правлінням Франції на острові. Згодом острів захопив Педро Арагонський. Папа відлучив його від церкви, пообіцяв трону сину Філіпа. Так відбувся Арагонський хрестовий похід. Похід завершився поразкою французів та смертю Філіпа від чуми. |
| Філіп IV Красивий (фр. Phillipe IV, Phillipe le Bel)     | Король Франції і Наварри                                                   |      | 1268 — 29 листопада 1314              | 5 жовтня 1285 — 29 листопада 1314     | Філіп припинив війну на Сицилії та визнав владу арагонських правителів. 1295 року відновилася боротьба Франції з Англією. Англійці спонукали підконтрольних французам фламандців повстати, що вилилося в Фламандське повстання 1302 року, яке увінчалося битвою під Куртре та поразкою французів. Філіп став першим королем, що скликав Генеральні штати в 1302 році. За його правління відбулася напружена боротьба з папською владою, що закінчилося приходом до влади папи Климента V, який осів в Авіньйоні та був підконтрольним королю. Король був великим боржником ордену тамплієрів, тому останній було ліквідовано в березні 1313 року.                                    |
| Людовик X Сварливий (фр. Louis X, Louis le Hutin)        | Король Франції і Наварри                                                   |      | 4 жовтня 1289 — 5 червня 1316         | 29 листопада 1314 — 5 червня 1316     | Під час короткого правління Людовик дозволив кріпакам викупити за помірну ціну свою свободу. Здебільшого політикою Франції керував дядько короля — Карл Валуа. Також він провів невдалий похід в Фландрію. |
| Іоанн І Посмертний (фр. Jean I, Jean le Posthume)        | Король Франції і Наварри                                                   |      | 15 листопада 1316 — 20 листопада 1316 | 15 листопада 1316 — 20 листопада 1316 | Правління було формальним і тривало п'ять днів, які прожив король. |
| Філіп V Довгий (фр. Philippe V, Philippe le Long)        | Король Франції і Наварри                                                   |      | 1293 — 3 січня 1322                   | 20 листопада 1316 — 3 січня 1322      | Уклав мирний договір з Робертом Фландрським, за умовами якого усі французькі землі, які були під владою Фландрії (Лілль, Дуе, Бетюн), поверталися Франції. Намагався провести стандартизацію показників міри та ваги. За його правління відбувся Другий хрестовий похід пастушків. |
| Карл IV Красивий (фр. Charles IV, Charles le Bel)        | Король Франції і Наварри                                                   |      | 1294 — 1 лютого 1328                  | 3 січня 1322 — 1 лютого 1328          | Його правління характеризується невдалою спробою купити трон німецького правителя та спробою захопити Фландрію. І перше, і друге намагання завершилися невдало. Відновив війну з Англією, коли вторгся в Аквітанію. Вона завершилася в 1327 році виплатою п'ятдесяти тисяч марок Англією. Він не злишив після себе сина, тому на ньому основна гілка Капетингів переривається. |

| Правитель                                                          | Титул                           | Герб                            | Роки життя                      | Роки правління | Характеристика правління |
| ------------------------------------------------------------------ | ------------------------------- | ------------------------------- | ------------------------------- | --- | --- |
| Філіп VI Щасливий (фр. Philipe IV, Philippe le Fortune)            | Король Франції                  |                                 | 1293 — 22 серпня 1350           | 1 квітня 1328 — 22 серпня 1350 | Основною подією, пов'язаною з правлінням цього короля, є початок Столітньої війни. Едуард III (король англійський) був внуком Філіпа IV і вважав себе законним претендентом на французький трон. 1 листопада 1337 року він оголосив Філіпу VI війну, але тільки в серпні 1338 року англійці висадилися в Фландрії. 1340 року французький флот був розбитий при Сльойсі, велася невдала осада Турне і в серпні того ж року було оголошено перемир'я до 1345 року. 26 серпня 1346 року відбулася битва при Кресі, в якій французам було завдано нищівної поразки. Згодом було завойоване Кале. Було укладене нове перемир'я у вересні 1347 року. У 1349 році Філіп встиг придбати для Франції провінцію Дофіне та графство Монпельє. |
| Іоанн II Добрий (фр. Jean II, Jean le Bon)                         | Король Франції                  | 16 квітня 1319 — 8 квітня 1364  | 22 серпня 1350 — 8 квітня 1364  | В 1355 році закінчилося перемир'я підписане між Філіпом VI та Едуардом III. 2 серпня були скликані Генеральні штати, які дозволили королю запровадити великі податки, але з контролем спеціальної комісії за витратами коштів. 1356 року Наварра розпочала війну з Францією, приєднавшись до Англії. 19 вересня відбулася битва при Пуатьє (1356), після якої Іоанн потрапив в полон до англійців. Повернувся до Франції тільки в 1360 році, але згодом, через порушення домовленостей, повернувся в Англію та помер там в 1364 році.                                                                                            | |
| Карл V Мудрий (фр. Charles V, Charles le Sage)                     | Король Франції                  |                                 | 31 січня 1338 — 16 вересня 1380 | 8 квітня 1364 — 16 вересня 1380 | Карл V виконував обов'язки короля ще з 1356 року, коли Іоанн II потрапив в полон до англійців. 3 березня 1357 року він змушений був підписати Великий ордонанс, який суттєво обмежив повноваження короля. 1358 року розгорівся народний рух — Жакерія, який охопив значну частину Франції. Однак повстання того ж року, влітку, було придушене. Була підкорена Наварра, яка підтримувала бунт. Після смерті в 1356 році Іоанна офіційно став королем. З 1369 року (вперше як король) розпочав війну проти Англії. Війна тривала аж до 1375 року, коли було проголошено дворічне перемир'я. Скоро, після відновлення воєнних дій, Карл V помер.                                                                                     |
| Карл VI Божевільний (фр. Charles VI, Charles le Fol)               | Король Франції                  |                                 | 3 грудня 1368 — 21 жовтня 1422  | 16 вересня 1380 — 21 жовтня 1422 | Вперше почав використовувати свою владу для державного правління лише у 1389 році. Однак, через психічні розлади самостійно правити не міг. За владу над королем боролися два угрупування — арманьяки та бургіньйони, що привело до війни між ними та розділу держави. Тривала війна з Англією: в 1415 році французи зазнали поразки під Азенкуром, в 1419 році втратили Руан. Це призвело до підписання угоди в Труа, за якою англійський король Генріх V охолошувався спадкоємцем Карла VI. |
| Карл VII Переможний (фр. Charles VII, Charles le Victorieux)       | Король                          |                                 | 22 лютого 1403 — 21 липня 1461  | 21 жовтня 1429— 21 липня 1461 | За час правління Карла VII на історичну арену вийшла Жанна д'Арк. 1429 року у англійців були відвойовані Орлеан, була здобута перемога біля Пате. 1436 року був відвойований Париж. 1439 року Генеральними штатами було оголошено про створення єдиної французької армії. 1440 року проти короля відбулася змова (відома як Прагерія), за участі сина короля, Людовика (Людовик XI), але він був розкритий. З 1444 по 1449 роки було оголошено перемир'я з англійцями. В 1449—1452 були захоплені Руан, Кан, Шербур та Бордо, що призвело до кінця Столітньої війни. |
| Людовик XI Об'єднавець (фр. Louis XI, Louis le Prudent)            | Король Франції                  |                                 | 3 липня 1423 — 30 серпня 1483   | 22 липня 1461— 30 серпня 1483 | Людовик XI намагався об'єднати Францію, що не сподобалося місцевим феодалам. Розпочалася боротьба короля проти Ліги загального блага. 1465 року Ліга завоювала Париж і між сторонами був укладений мирний договір. Проте опісля Людовик розсварив усіх союзників, і в період з 1468—1482 років підкорив собі Нормандію, Бургундську Пікардію, Гієнь, Анжу. 1477 року переміг свого головного суперника — Карла Сміливого, в битві під Нансі. |
| Карл VIII Люб'язний (фр. Charles VIII, Charles l’Affable)          | Король Франції                  |                                 | 30 червня 1470— 7 квітня 1498   | 30 серпня 1483— 7 квітня 1498 | Карл VIII дав початок італійським війнам, коли в 1494 році виявив претензії на корону Неаполітанського короля. Спочатку він успішно діяв і 22 лютого завоював Неаполь, але утворена Венеціанська ліга спочатку перемогла його біля Форново, а до 1496 року усі завоювання в Італії зникли. |
| Людовик XII Батько Народу (фр. Louis XII, Louis le Père du peuple) | Король Франції                  |                                 | 27 червня 1462 — 1 січня 1515   | 7 квітня 1498 — 1 січня 1515 | Після італійських походів Карла VIII, Франція перебувала у важкій економічній ситуації. Людовик, однак, не підняв податків, взяв під контроль податки та обіг грошей і привів країну до стабільності. 1499 року він рушив в Італію, завоював Мілан і дав початок Другій італійській війні. 1501 року, разом з іспанцями, розділили Неаполітанське королівство. 1503 року між французами та італійцями почалася війна, яка вилилася у битві під Гарільяно та завершилася розгромом французів. 1504 року був підписаний мир. 1512 року Мілан вийшов з-під влади Франції. |
| Франциск І (фр. François I)                                        | Король Франції                  |                                 | 12 вересня 1494 — 31 липня 1547 | 1 січня 1515— 31 липня 1547 | У вересні 1515 року вторгся в Італію, завоював Мілан. В грудні того ж року папа Лев X визнав його правителем Мілану. 1521 року вступив в боротьбу за завойовані території з Карлом V — королем Іспанії. Війна закінчилася взяттям Франциска в полон. Опісля звільнення відновилися воєнні дії з Іспанією, які знову закінчилися поразкою для Франції та втратою Фландрії та Артуа. Підтримував дружні стосунки з Османською імперією. Франциск сприяв розвитку Ренесансу у Франції; при його дворі доживав свого віку Леонардо да Вінчі. Сприяв географічним відкриттям (Жак Картьє і його відкриття Квебеку (1534 рік)). Зробив французьку офіційною державною мовою, замість латини (1539 рік).                                  |
| Генріх II (фр. Henri II)                                           | Король Франції і герцог Бретані | 31 березня 1519 — 10 липня 1559 | 31 липня 1547— 10 липня 1559    | В 1551 році відновив боротьбу Франції проти Карла V. Боротьбу вів в Німеччині, де завоював Мец, Туль та Верден. 1556 року було укладене перемир'я, яке визнавало завоювання Франції. Продовжувалася війна в Італії: єдиним вагомим здобутком було повернення до Франції Кале; в самій Італії військова кампанія завершилася невдачею. 1559 року був підписаний Като-Камбрезький мир, який залишав за Францією Кале та відвойовані землі в Лотарінгії. | |
| Франциск II (фр. François II)                                      | Король Франції                  | 19 січня 1544 — 5 грудня 1560   | 10 липня 1559— 5 грудня 1560    | Правив під сильним впливом Франсуа де Гіза та його брата Карла, які домоглися жорстоких гонінь за протестантами. Невдоволення протестантів вилилося в планування Амбуазької змови (полягала у викраденні короля). В грудні 1560 року король захворів та помер бездітним. | |
| Карл IX (фр. Charles IX)                                           | Король Франції                  | 27 червня 1550 — 30 травня 1574 | 5 грудня 1560— 30 травня 1574   | Перед початком фактичного правління (до повноліття регентом була його мати, Катерина Медічі) у Франції розгорнулася війна між католиками та протестантами. Після невдалої спроби захоплення королівської сім'ї в 1565 році вона спалахнула з новою силою. Тільки в 1572 році почалися спроби примирення — гугенотів було запрошено на весілля молодшої сестри короля Маргарити Валуа та Генріха Бурбона. В ніч на 24 серпня відбулися події Варфоломіївської ночі. 1573 року був виданий едикт, який дозволяв протестантам справляти службу в містах Ла-Рошель, Нім та Монтобан.                                                 | |
| Генріх III (фр. Henri III)                                         | Король Франції                  | 19 вересня 1551 — 2 серпня 1589 | 30 травня 1574— 2 серпня 1589   | До утвердження на французькому троні він 146 днів був королем Польщі. Його правління проходило на фоні міжрелігійних воєн. 1576 року він суттєво збільшив права протестантів, що призвело до створення Католицької ліги, яка спочатку була в опозиції до нього, але яку він згодом очолив. 1577 року в Патьє було обмежено права протестантів, а в 1585 році був підписаний Немурський едикт, який забороняв протестантизм. З часом він змушений був звернутися за допомогою до гугенотів, аби відновити свою владу та визнав Генріха Бурбона (Генріх IV) своїм наступником. Помер від удару кинджалом від монаха Яківа Клемана. | |

| Правитель                                                                                          | Титул  | Герб                             | Роки життя                       | Роки правління | Характеристика правління |
| -------------------------------------------------------------------------------------------------- | ------ | -------------------------------- | -------------------------------- | --- | --- |
| Генріх IV Великий (фр. Henri IV, Henri le Grand)                                                   | Король |                                  | 13 грудня 1553 — 14 травня 1610  | 2 серпня 1589 — 14 травня 1610 | Королем став на хвилі воєн між католиками та протестантами: у 1589 році помер Генріх III, який перед смертю оголосив Генріха Бурбона своїм наступником. Однак, останній був гугенотом і католики не визнали його королем. Лише у 1594 році, опісля того, як Генріх IV завоював такі міста, як Мант, Шартр та Нойон, та перейшов до католиків (сказавши при цьому крилате «Париж коштує меси»), він був визнаний королем всіма. 1598 року він оголосив Нантський едикт, який практично зрівнював у правах протестантів та католиків на всій території Франції (окрім Парижа). За час правління завоював Бургундію, воював з Філіпом III Іспанським. Загинув від рук католика-фанатика Равальяка у 1610 році. |
| Людовик XIII Справедливий (фр. Louis XIII, Louis le Juste)                                         | Король | 27 вересня 1601 — 14 травня 1643 | 14 травня 1610 — 14 травня 1643  | Коли відбулося вбивство Генріха IV Людовику було лише вісім років і він не міг правити країною через свій вік. Реальна влада знаходилася в його матері Марії Медічі та її фаворита Кончіно Кончіні (маршал д'Анкр). 1614 року короля оголосили повнолітнім, але влада далі знаходилася в руках матері та маркіза. Саме тому Людовик наважився на замовне вбивство: 24 квітня 1617 року маршал був застрелений капітаном Вітрі. Сам король не дуже сильно брав участь в керуванні державою; за нього це робив кардинал Рішельє. Під час правління Людовика було покінчено з сеператизмом гугенотів. Також, багато аристократів-противників Рішельє закінчили ешафотом в ті часи. Людовик був одружений з Анною Австрійською, з якою мав одного сина — Людовика XIV. | |
| Людовик XIV Король-Сонце, або Людовик Великий (фр. Louis XIV, Louis le Roi-Soleil, Louis le Grand) | Король | 5 вересня 1638 — 1 вересня 1715  | 14 травня 1643 — 1 вересня 1715  | До здобуття повноліття Францією правила його мати — Анна Австрійська, хоча реальною владою володів її фаворит, кардинал Мазаріні, який протримав владу аж до 1661 року, не зважаючи на те, що Людовик тоді вже був повнолітнім. В цей період часу у Франції спалахнула Фронда. Після отримання справжньої влади Людовик скасував посаду першого міністра і сам почав підписувати усі накази. За часів Людовика був розбудований Версаль. Між 1672 та 1681 роками він завоював Фландрію, Ельзас та Страсбург, Лотарингію. Аби перемогти його у 1688 році Австрія, Голландія, Швеція та Іспанія (а згодом і Англія) створили Аугбурську лігу; в ході подальших військових операцій Франція повернула ряд завойованих у імперської Німеччини та Іспанії земель. Мир між воюючими сторонами був підписаний тільки у 1713 році з Англією та 1714 році з Австрією. Правив 72 роки, що стало рекордом правління серед французьких монархів.                                              | |
| Людовик XV Улюблений (фр. Louis XV, Louis le Bien-Aimé)                                            | Король | 5 лютого 1710 — 10 травня 1774   | 1 вересня 1715 — 10 травня 1774  | Був проголошений королем, коли ще був неповнолітнім; регентом при ньому був Філіп Орлеанський. 1723 року став повновладним правителем, назначив першим міністром абата Флері. Протягом правління Людовика XV Франція була втягнута у дві великі воєнні кампанії: війну за австрійську спадщину (офіційно Франція вступила в неї в 1740 році) та Семирічну війну. Протягом першої кампанії французи завоювали Прагу (1741) та ряд німецьких земель, але вже в 1742 та 1743 роках покинули ці території. Протягом 1745—1747 років Франція завоювала значну територію Бельгії та Голландії, але програла бої в Італії. 30 жовтня 1748 року в Ахені був підписаний договір про припинення війни. Згодом Франція змінила Пруссію у ролі союзника на Австрію. Пруссія уклала союз з Англією, Франція з Австрією та Російською імперією. Це все вилилося у початок Семирічної війни (1756—1763 роки), під час якої Франція втратила свої колоніальні володіння у Канаді та на Індостані. | |
| Людовик XVI Король-Мученик (фр. Louis XVI)                                                         | Король | 23 серпня 1754 — 21 січня 1793   | 10 травня 1774 — 21 вересня 1792 | Людовик XVI отримав від свого попередника Францію у розпал кризи. В різний час фінансові контролери намагалися ввести режим економії, який стосувався і королівського двору, але зустрів опір. Через ситуацію Людовик змушений був скликати Генеральні штати (1789 рік), що надалі стане початком революції. Представники від народу згодом оголосили про створення Національних установчих зборів, на яких 4 серпня 1789 року було проголошено про скасування привілеїв для дворян, однакову сплату податків як простими людьми, так і аристократами з духовенством. Людовик спочатку визнав усі свободи, але згодом намагався повернути країну до абсолютної монархії, за що був позбавлений влади Національним конвентом, заарештований, звинувачений в державній зраді та страчений на гільйотині. | |
| Людовик XVII (фр. Louis XVI)                                                                       | Король |                                  | 27 березня 1785 — 8 червня 1795  | 21 січня 1792 — 8 червня 1795 | Одразу після смерті свого батька визнаний монархістами королем. Помер у в'язниці. |

| Правитель                   | Титул     | Герб | Роки життя                     | Роки правління                 | Характеристика правління |
| --------------------------- | --------- | ---- | ------------------------------ | ------------------------------ | --- |
| Наполеон I (фр. Napoléon I) | Імператор |      | 15 серпня 1769 — 5 травня 1821 | 18 травня 1804 — 6 квітня 1814 | Фактично владою володів після подій 18 брюмера. 18 травня було проголошено про створення імперії на чолі з Наполеоном. Окрім цього, 26 травня 1805 року він був проголошений королем Італії. Під час його правління, у 1806 році, припинила існування Священна Римська імперія, був створений Рейнський союз шістнадцяти німецьких держав, Наполеон заволодів узбережжям Адріатичного моря. Наполеон хотів захопити Британські острови, але зазнав поразки біля мису Трафальгар. Успісніше він діяв з Австрією, якій завдав нищівної поразки під Аустерліцом. 1808 року розпочалися повстання в Іспанії і Франція була втягнута в іспано-французьку війну, яка стала дуже виснажливою для Франції. Іспанія і Португалія разом з Англією створили нову коаліцію. Наполеон в той же час помирився з Росією. Через деякий час він завдав поразки Австрії, яка теж повстала. 1812 року відбулася війна Франції з Росією. Вона закінчилася величезною поразкою французів і створенням шостої коаліції проти Франції (Англія, Швеція, Росія, Пруссія). 31 березня 1814 року союзні війська увійшли в Париж, а 6 квітня Наполеон відрікся від престолу і направився на Ельбу. |

| Правитель                       | Титул  | Герб | Роки життя                          | Роки правління                                    | Характеристика правління |
| ------------------------------- | ------ | ---- | ----------------------------------- | ------------------------------------------------- | --- |
| Людовик XVIII (фр. Louis XVIII) | Король |      | 17 листопада 1755 — 16 вересня 1824 | 6 квітня 1814 — 20 березня 1815 (Перше правління) | Ступив на трон опісля поразки та відречення Наполеона. Погодився на форму правління, при якій король володів виконавчою владою, а законодавча — розділена між ним та двопалатним парламентом. Під час його першого правління була скорочена армія, натомість створені королівські полки, які складалися з солдат Конде (прихильних до короля). Емігранти, які повернулися в країну, вимагали відшкодування втраченого ними майна. Перше правління перервалося, коли на півдні Франції висадилися війська Наполеона. |

| Правитель                     | Титул     | Герб                            | Роки життя                     | Роки правління | Характеристика правління |
| ----------------------------- | --------- | ------------------------------- | ------------------------------ | --- | --- |
| Наполеон I (фр. Napoléon I)   | Імператор |                                 | 15 серпня 1769 — 5 травня 1821 | 20 березня 1815 — 22 червня 1815 (Друге правління) | Після висадки на півдні Франції, ввійшов у Париж і знову оголосив себе імператором. Владу протримав недовго, тому цей період також відомий під назвою «Сто днів» (фр. Cent-Jours). Під час другого правління була оголошена амністія усім, хто був прихильником Бурбонів, окрім дванадцяти високопоставлених політиків, серед яких Талейран, який відмовився від посади міністра закордонних справ. Захват Наполеоном влади призвів до утворення сьомої антинаполеонівської коаліції. Битвою, яка стала вирішальною, стала битва під Ватерлоо, в якій Наполеону була завдана поразка. Наполеон відрікся престолу на користь свого сина, а сам був доставлений на острів Святої Єлени, де і прожив до своєї смерті. |
| Наполеон II (фр. Napoléon II) | Імператор | 20 березня 1811 — 22 липня 1832 | 22 червня 1815 — 7 липня 1815  | Після поразки під Ватерлоо від союзників та краху влади Наполеона, останній зрікся престолу на користь свого трьохрічного сина — Наполеона Франсуа Шарля Жозефа, який на той час володів також титулом короля Римського. Не зважаючи на зречення батька період правління Наполеона II був лише формальністю, адже антинаполеонівська коаліція бачила королем Людовика XVIII. 7 липня союзні війська ввійшли в Париж та поклали край владі Наполеона II. З 1815 року жив у Австрії, помер в від туберкульозу в 1832. | |

| Правитель                       | Титул  | Герб                             | Роки життя                          | Роки правління | Характеристика правління |
| ------------------------------- | ------ | -------------------------------- | ----------------------------------- | --- | --- |
| Людовик XVIII (фр. Louis XVIII) | Король |                                  | 17 листопада 1755 — 16 вересня 1824 | 8 липня 1815 — 16 вересня 1824 (Друге правління) | Людовик підписав прокламацію, в якій йшлося про вшанування ним здобутків Революції та дотримання Конституції. Однак, виконати це було важко: на парламентський виборах влада перейшла до ультрароялістів і в Франції розпочався «білий терор» (переслідування бонапартистів, республіканців, іноді спалахували міжрелігійні сутички проти протестантів та інших вір). Аби не дати початок новій революції Людовик XVIII розпустив парламент; на наступних виборах перемогли ліберали і з терором було покінчено. При Людовику XVIII знову дозволена була вільна преса, були змінені правила парламентських виборів (голосувати могли тільки найзаможніші люди, кількістю приблизно сто тисяч). |
| Карл X (фр. Charles X)          | Король | 9 жовтня 1757 — 6 листопада 1836 | 16 вересня 1824 — 2 серпня 1830     | До влади прийшов після смерті Людовика XVIII. За часів його правління усім аристократам, які емігрували з країни, були відшкодовані збитки від націоналізації приватних земельних володінь. Робилося це переважно за рахунок буржуа, які володіли урядовими бондами. Були змінені три уряди. Саме під час існування останнього конфронтація між королем та суспільством досягла апогею: король схилявся до державного перевороту. Були підписані ордонанси, які обмежували свободу слова. Як наслідок — повстання, відоміше під назвою Липневої революції, відречення Карла X від престолу 2 серпня та його еміграція до Англії 15 серпня. З зовнішіх політичних здобутків можна відзначити завоювання Алжиру в 1829 році. | |

| Правитель                        | Титул  | Герб | Роки життя                          | Роки правління                 | Характеристика правління |
| -------------------------------- | ------ | ---- | ----------------------------------- | ------------------------------ | --- |
| Луї-Філіп I (фр. Louis-Philippe) | Король |      | 6 жовтня 1773 — 26 серпня 1850 року | 9 серпня 1830 — 24 лютого 1848 | Офіційно на трон ступив 9 серпня, хоча ще 31 липня депутати оголосили його намісником королівства. Правління короля характеризується концентрацією влади в руках найбагатших буржуа, які використовували цю владу для свого ще більшого збагачення. Старався не віддавати перевагу якійсь одній партії, а тому «балансував» між радикальними монархістами (легітимісти) з одного боку та соціалістами та республіканцями з іншого. Короля неодноразово намагалися вбити і тому з часом у Франції розпочалися переслідування незадоволених владою, посилювалася цензура. Стан речей, коли найбагатші ще більше збагачуються, неурожаї 1845—1847 років, постійно зростаюча корупція — усе це привело до революції 1848 року. 24 лютого 1848 року Луї-Філіп відрікся від престолу. |

| Правитель                       | Титул     | Герб | Роки життя                    | Роки правління                 | Характеристика правління |
| ------------------------------- | --------- | ---- | ----------------------------- | ------------------------------ | --- |
| Наполеон III (фр. Napoléon III) | Імператор |      | 20 квітня 1808 — 9 січня 1873 | 2 грудня 1852 — 4 вересня 1870 | Вперше прийшов до влади у Франції в 1848, коли переміг на президентських виборах і став президентом Другої Республіки. 2 грудня 1851 року відбувся державний переворот і він проголосив себе імператором Другої імперії — Наполеоном III. За часів його правління Франція брала участь у ряді воєнних конфліктів, серед яких війна з Австрією, Китаєм, Японією, Сирією та Кримська війна. Внутрішній устрій Франції базувався на сильній підтримці монархії (воєнній та поліцейській). Правління закінчилося, коли розпочалася війна з Пруссією. 2 вересня 1870 року Наполеон вирушив до Англії, де й прожив до своєї смерті (9 січня 1873 року). Офіційно перестав бути імператором 4 вересня, коли було проголошено повернення до республіканського устрою. |